# Coleophora marginatella
Coleophora marginatella é uma espécie de mariposa do gênero Coleophora pertencente à família Coleophoridae.